# Valley Head (Alabama)
Valley Head es un pueblo ubicado en el condado de DeKalb en el estado estadounidense de Alabama. En el censo de 2000, su población era de 611.

## Demografía
En el 2000 la renta per cápita promedia del hogar era de $29,013 , y el ingreso promedio para una familia era de $36,250. El ingreso per cápita para la localidad era de $13,582. Los hombres tenían un ingreso per cápita de $28,558 contra $17,222 para las mujeres.

## Geografía
Valley Head está situado en 34°33′55″N 85°36′59″O / 34.56528, -85.61639 (34.565301, -85.616426)
Según la Oficina del Censo de los EE. UU., la ciudad tiene un área total de 9.74 millas cuadradas (25.23 km²).